# Still Crazy After All These Years
"Still Crazy After All These Years" is een nummer van de Amerikaanse artiest Paul Simon. Het nummer verscheen op zijn gelijknamige album uit 1975. Op 26 maart 1976 werd het nummer uitgebracht als de derde en laatste single van het album.

## Achtergrond
"Still Crazy After All These Years" is geschreven door Simon zelf en geproduceerd door Simon en Phil Ramone. Aan het begin van het nummer vertelt de zanger dat hij zijn oude geliefde de vorige dag op straat tegenkwam. Er zijn verschillende theorieën over de identiteit van deze geliefde. Het kan slaan op zijn ex-vrouw Peggy Harper, waar hij korte tijd eerder van gescheiden was, zijn ex-vriendin uit de jaren '60 Kathy Chitty, of zijn voormalige muzikale partner Art Garfunkel, die meedoet op het nummer "My Little Town", dat na dit nummer op het album stond. Nadat de zanger en zijn oude geliefde een paar glazen bier dronken, gaan zij weer uit elkaar. De zanger vertelt dat hij niet het soort man is die erg sociaal is, maar dat hij liever vertrouwt op de oude, bekende manier, en dat hij na al die jaren nog steeds gek is. De tekst is nostalgisch, maar suggereert ook dat deze nostalgie wordt vervangen door eenzaamheid en bitterheid nadat het verdwijnt.
De instrumenten op "Still Crazy After All These Years" zijn ingespeeld door de Muscle Shoals Rhythm Section, bestaande uit pianist Barry Beckett, basgitarist David Hood en drummer Roger Hawkins, met Bob James als arrangeur. De saxofoon werd ingespeeld door Michael Brecker. Het nummer bereikte alleen de hitlijsten in de Verenigde Staten, waar het de veertigste plaats haalde, in Canada, waar plaats 38 de hoogste notering was, en in Australië en Frankrijk waar het tot de tiende positie kwam. In de Verenigde Staten werd het wel een grote hit in de Easy Listening-lijst, waar het de vierde plaats behaalde.
Simon speelde een onvoltooide versie van "Still Crazy After All These Years" tijdens een aflevering van The Dick Cavett Show op 5 september 1974 tijdens een discussie over de technieken die hij gebruikt bij het schrijven van nummers. Op dat moment had hij enkel de eerste twee coupletten van het nummer voltooid en wist niet zeker hoe hij het muzikaal of tekstueel moest voltooien. Ook speelde hij de volledige versie van het nummer driemaal tijdens Saturday Night Live, waar hij regelmatig te gast was. Op 18 oktober 1975 speelde hij het tijdens de tweede aflevering ooit van de show en kort voor Thanksgiving in 1976 zong hij het nummer verkleed als kalkoen. In 2015 zong hij het nummer voor de derde keer tijdens de veertigste verjaardag van de show.

## NPO Radio 2 Top 2000
| Nummer met noteringen in de NPO Radio 2 Top 2000 | '05  | '06 | '07  | '08  | '09  | '10 | '11  | '12  | '13  | '14  | '15  | '16  | '17  | '18  | '19  | '20  |
| ------------------------------------------------ | ---- | --- | ---- | ---- | ---- | --- | ---- | ---- | ---- | ---- | ---- | ---- | ---- | ---- | ---- | ---- |
| Still Crazy After All These Years                | 1471 | 974 | 1234 | 1631 | 1064 | 947 | 1157 | 1521 | 1361 | 1254 | 1474 | 1396 | 1553 | 1518 | 1981 | 1927 |

1. ↑  Een vetgedrukt getal geeft de hoogste notering aan.
2. ↑  2005 was het eerste jaar met een notering voor dit nummer.
3. ↑  Deze tabel is bijgewerkt tot en met de laatste editie (2024).